# Wohnhausgruppe Besselstraße

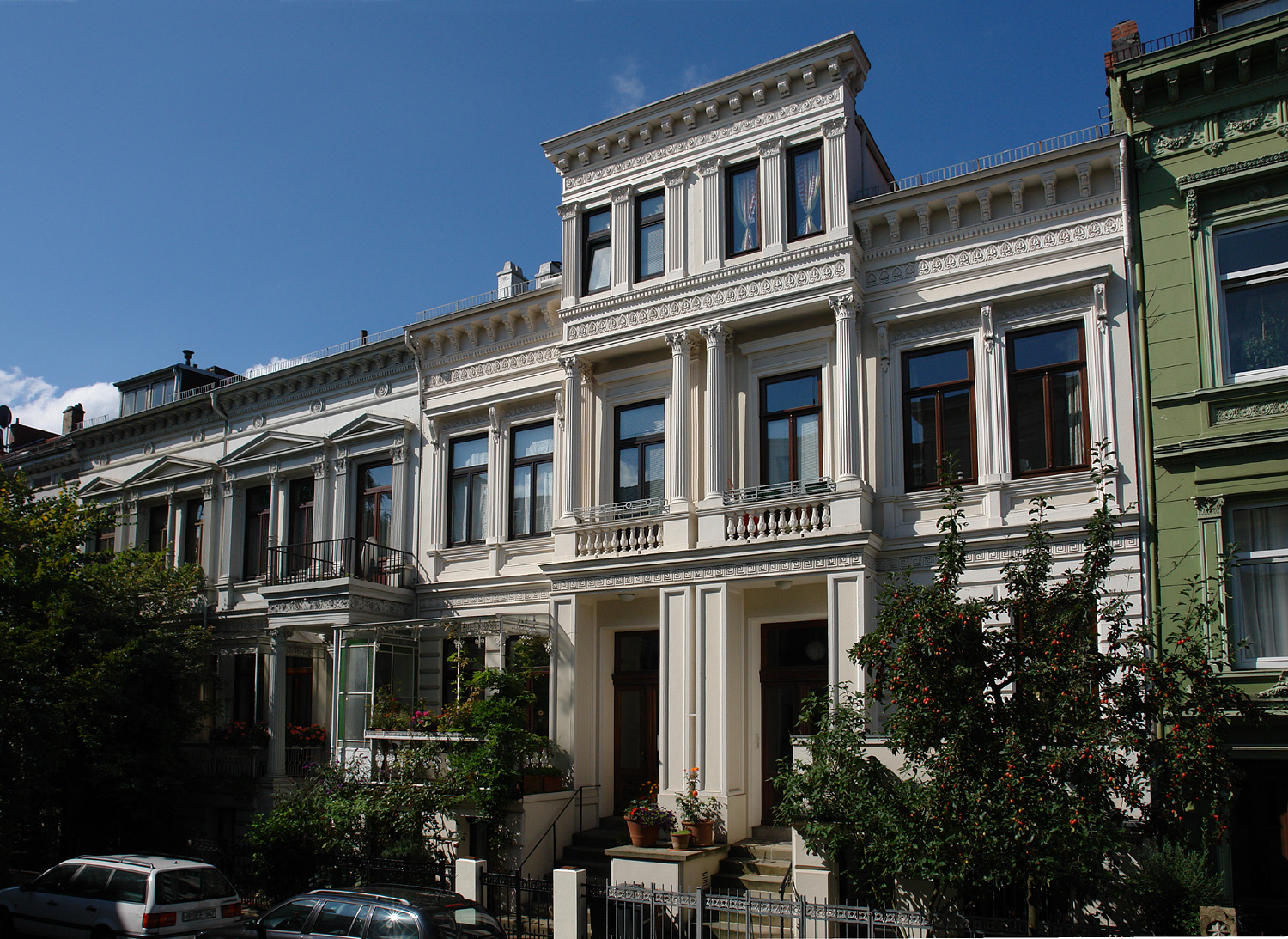
Wohnhausgruppe Besselstraße, Nr. 70/72

Die Wohnhausgruppe Besselstraße in Bremen, Stadtteil Östliche Vorstadt, Ortsteil Fesenfeld, Besselstraße 42–91 / Bismarckstraße, entstand ab 1869 nach Plänen von Bauunternehmer Lüder Rutenberg. Diese Gebäudegruppe steht seit 1973 unter Bremer Denkmalschutz.
Die Besselstraße führt in Nord-Süd-Richtung von der Bismarckstraße über die Feldstraße zur Humboldtstraße. Sie wurde 1868 angelegt und nach dem  Astronomen, Mathematiker, Geodäten und Physiker Friedrich Wilhelm Bessel (1784–1846) benannt.

## Geschichte
Die verputzten, zwei-, teilweise auch dreigeschossigen Wohnhäuser wurden ab 1869 in der Epoche des Historismus im Stil des späten Klassizismus für eine Mittelschicht erbaut. Haus Nr. 91 / Ecke Bismarckstraße entstand erst 1893 im Stil der Neorenaissance nach Plänen von Fritz Dunkel.

Zum Ensemble gehören die Häuser Nr. 42, 44–89 und 91.

Die zwei- bis viergeschossigen Wohnhäuser von Nr. 3 bis 40 stehen nicht unter Denkmalschutz.

Aktuell (2018) werden die Gebäude als Wohnhäuser genutzt.
Der im Stadtteil häufig vorkommende Häusertyp Bremer Haus wurde in Bremen zwischen der Mitte des 19. Jahrhunderts und den 1930er Jahren errichtet. Charakteristisch sind das Souterrain als Tiefparterre, die tiefe Gebäudeform und der seitliche Eingang. 

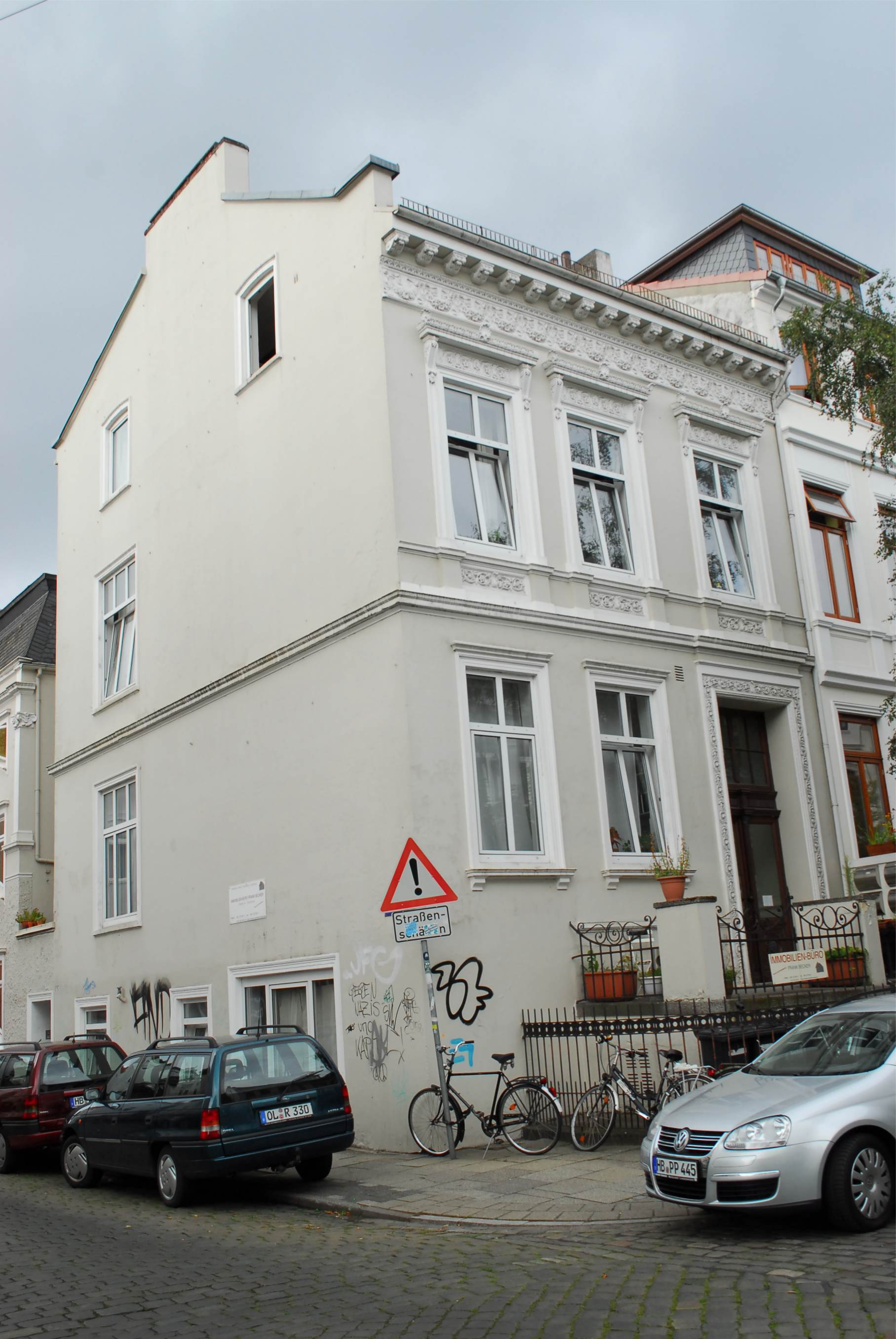
Nr. 42
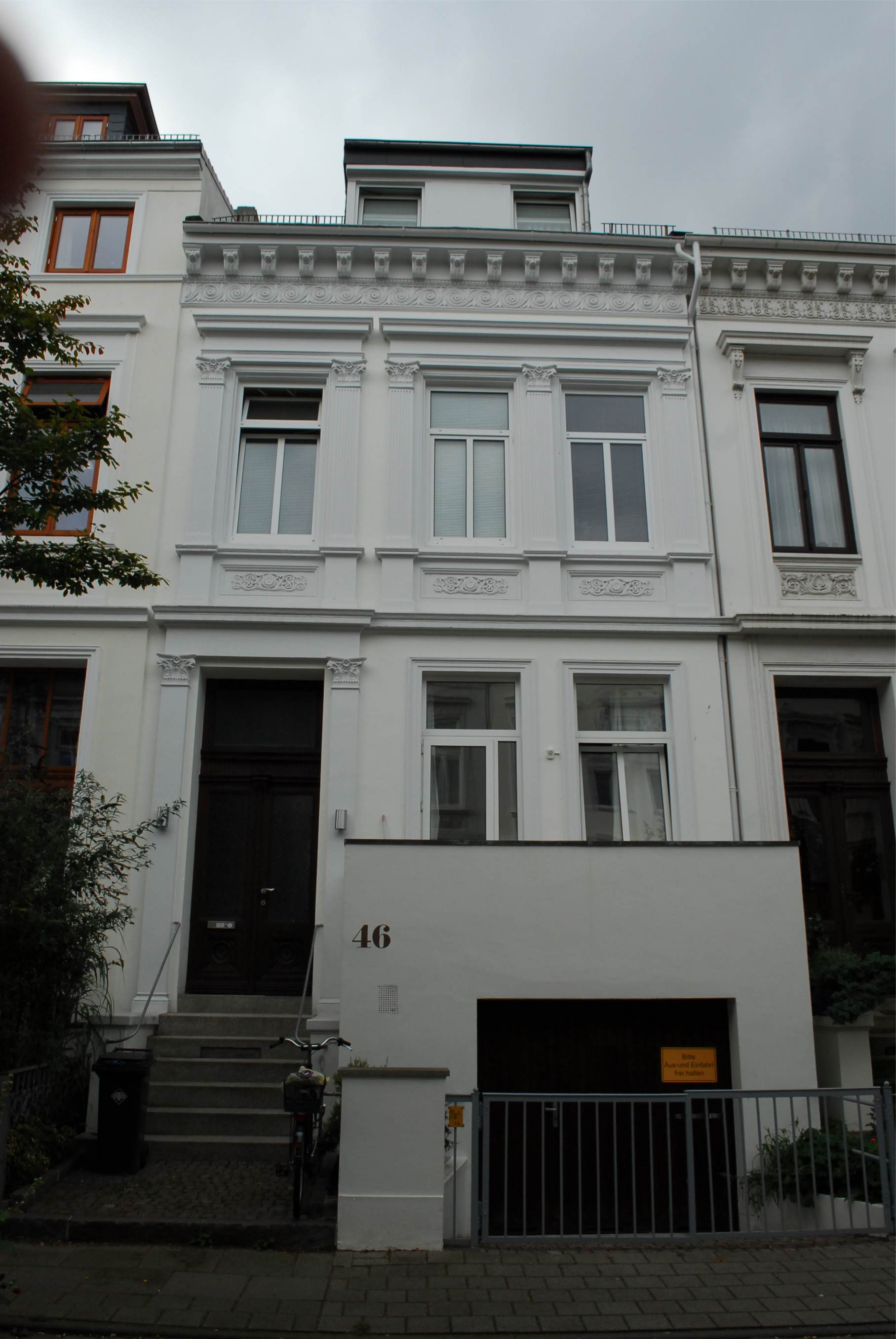
Nr. 46
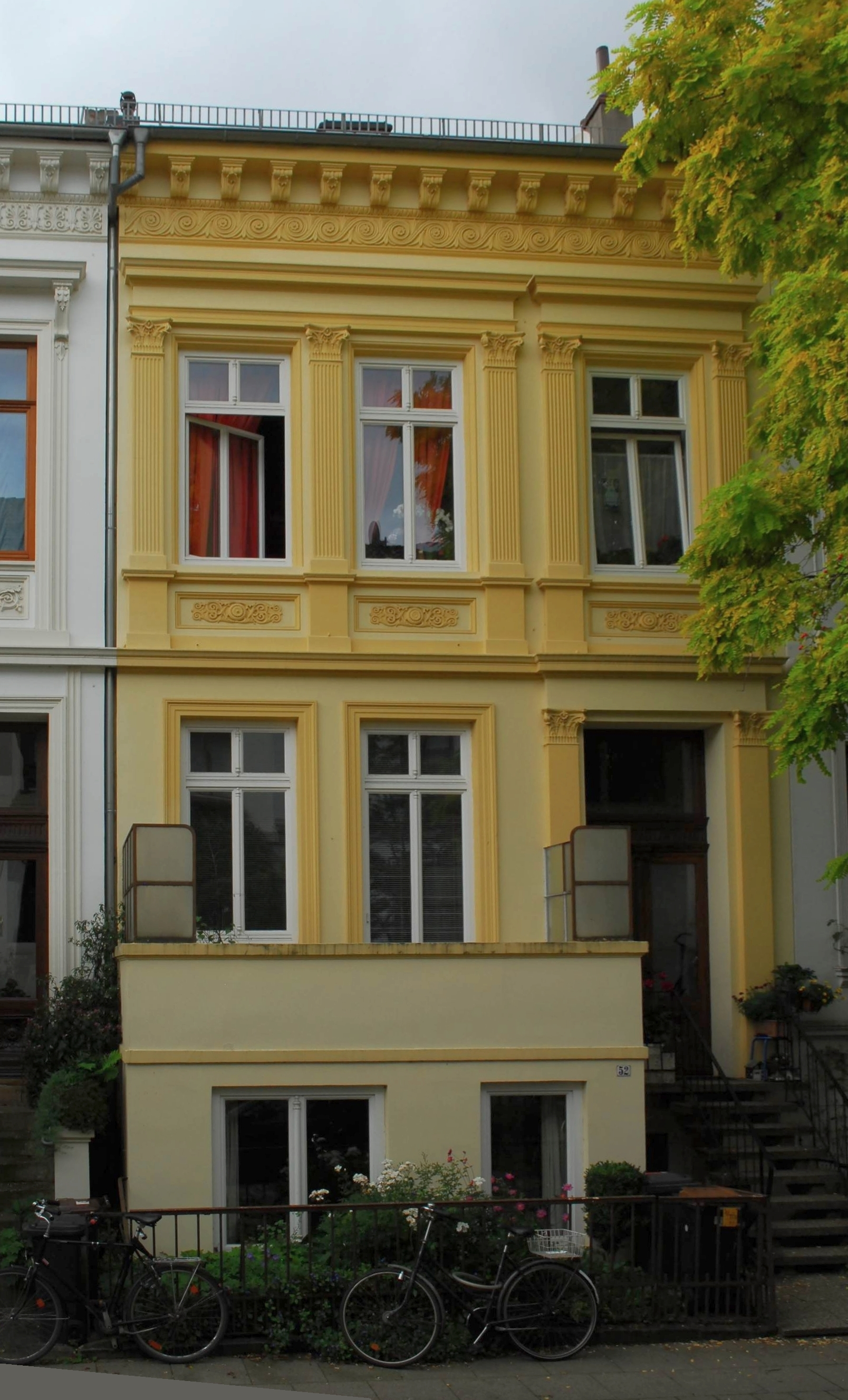
Nr. 52
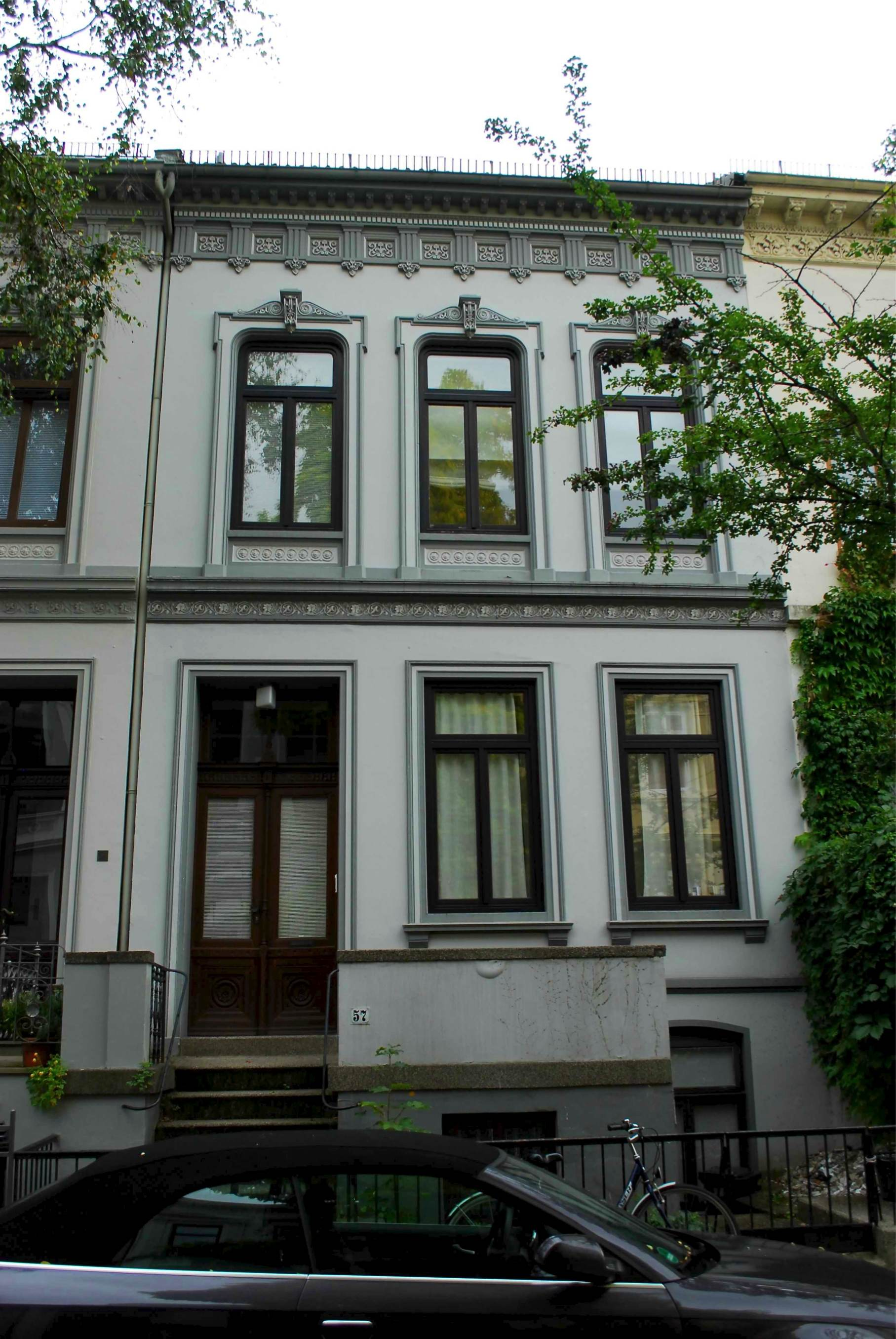
Nr. 57
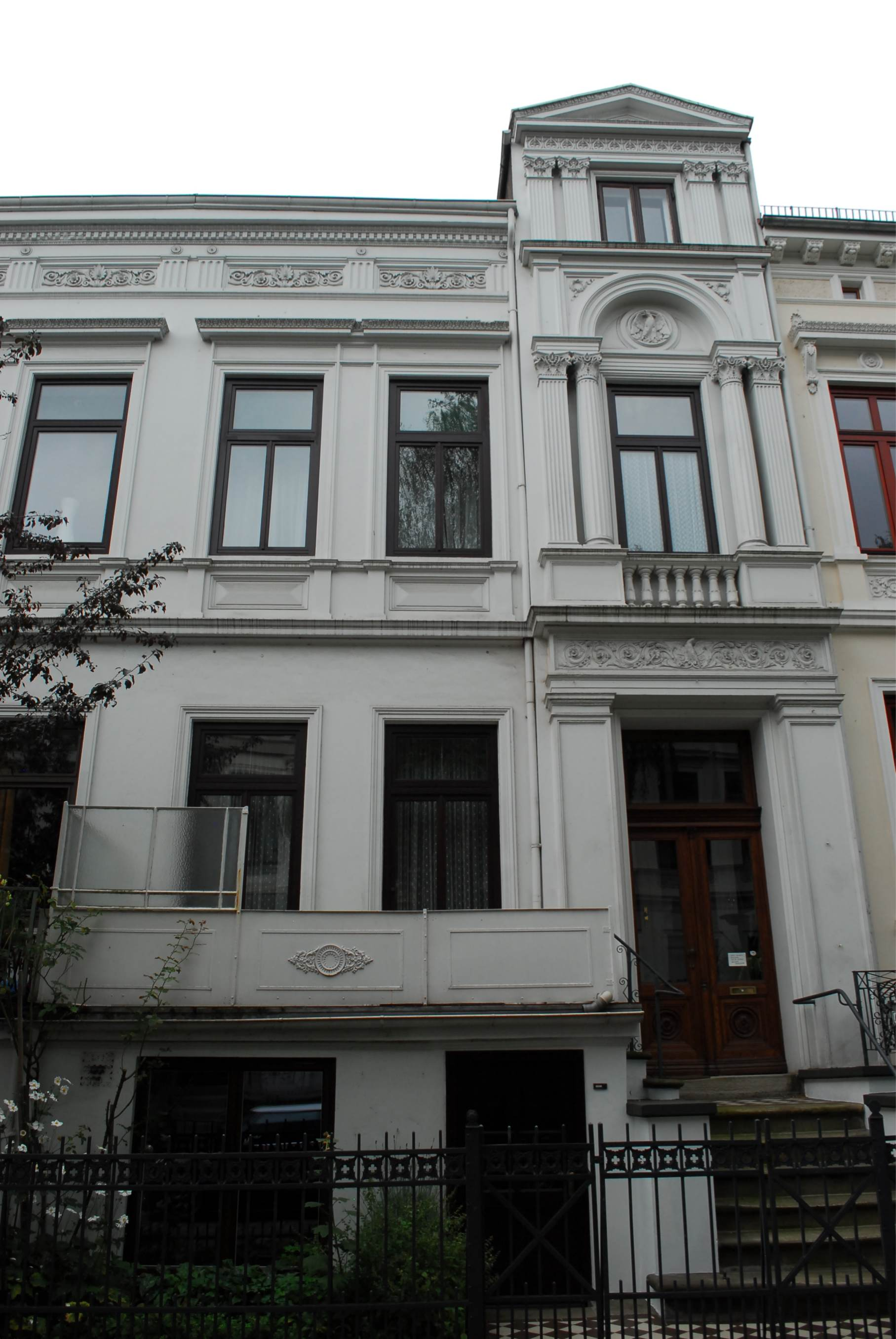
Nr. 60
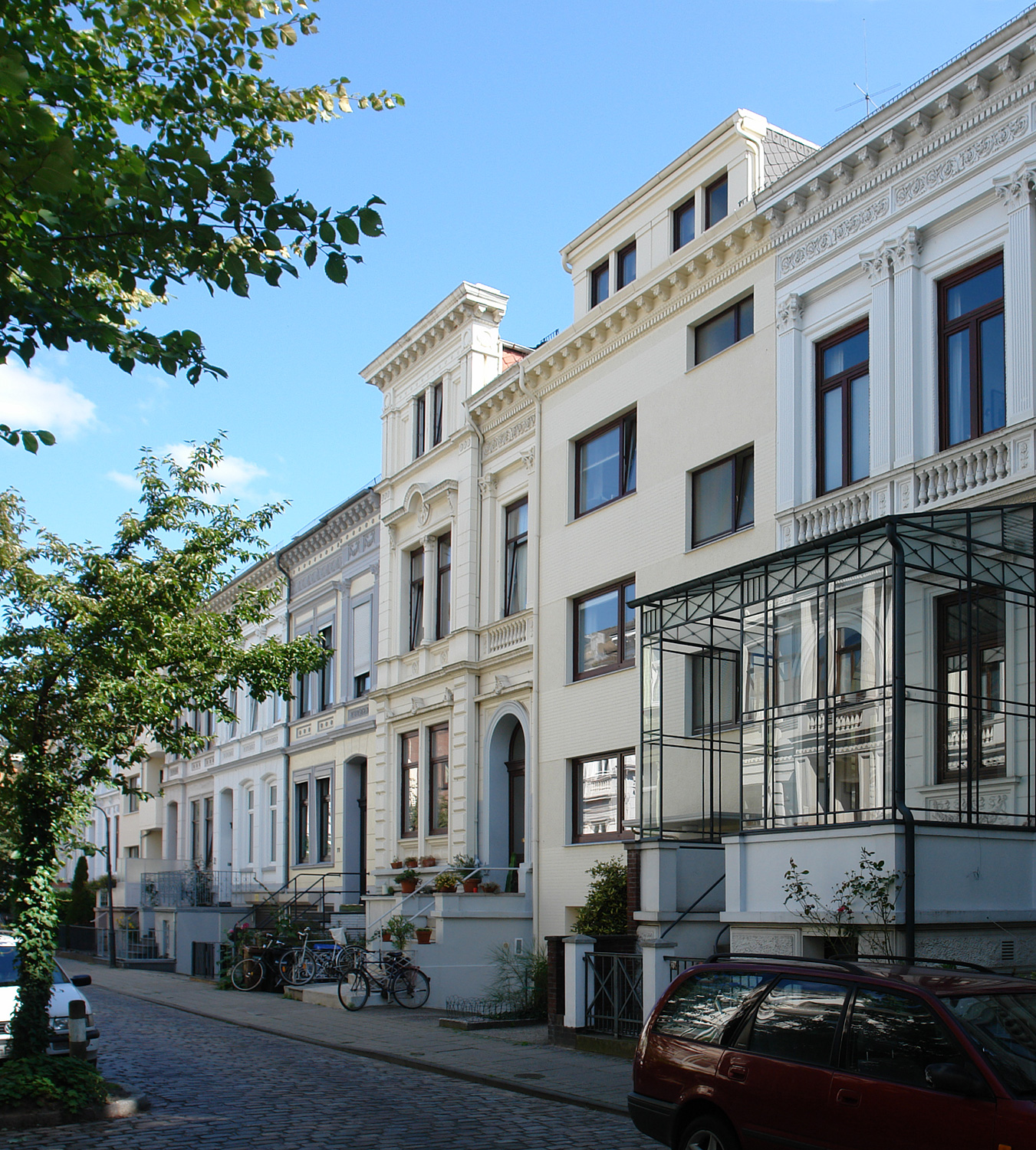
Nr. 71–75
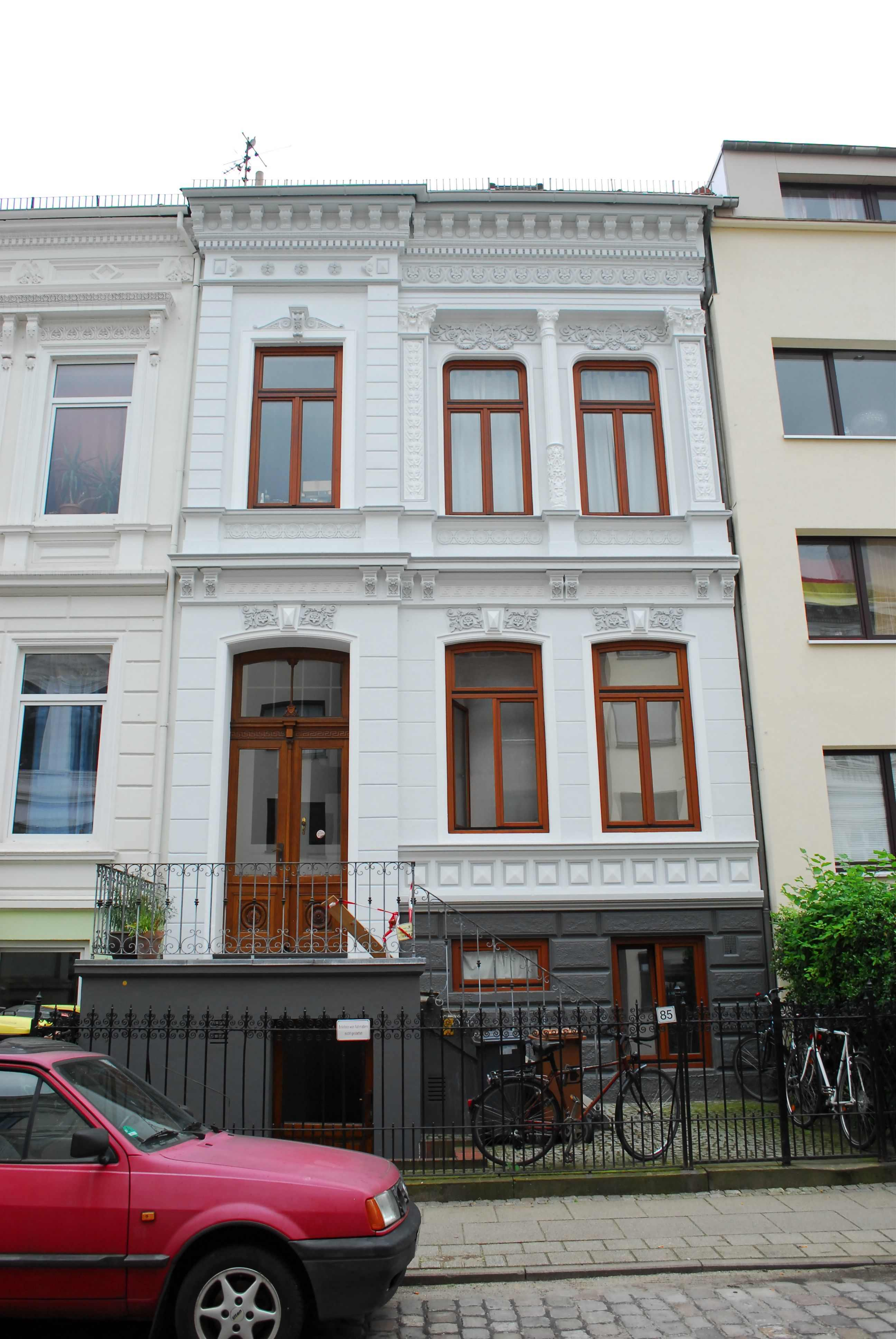
Nr. 85
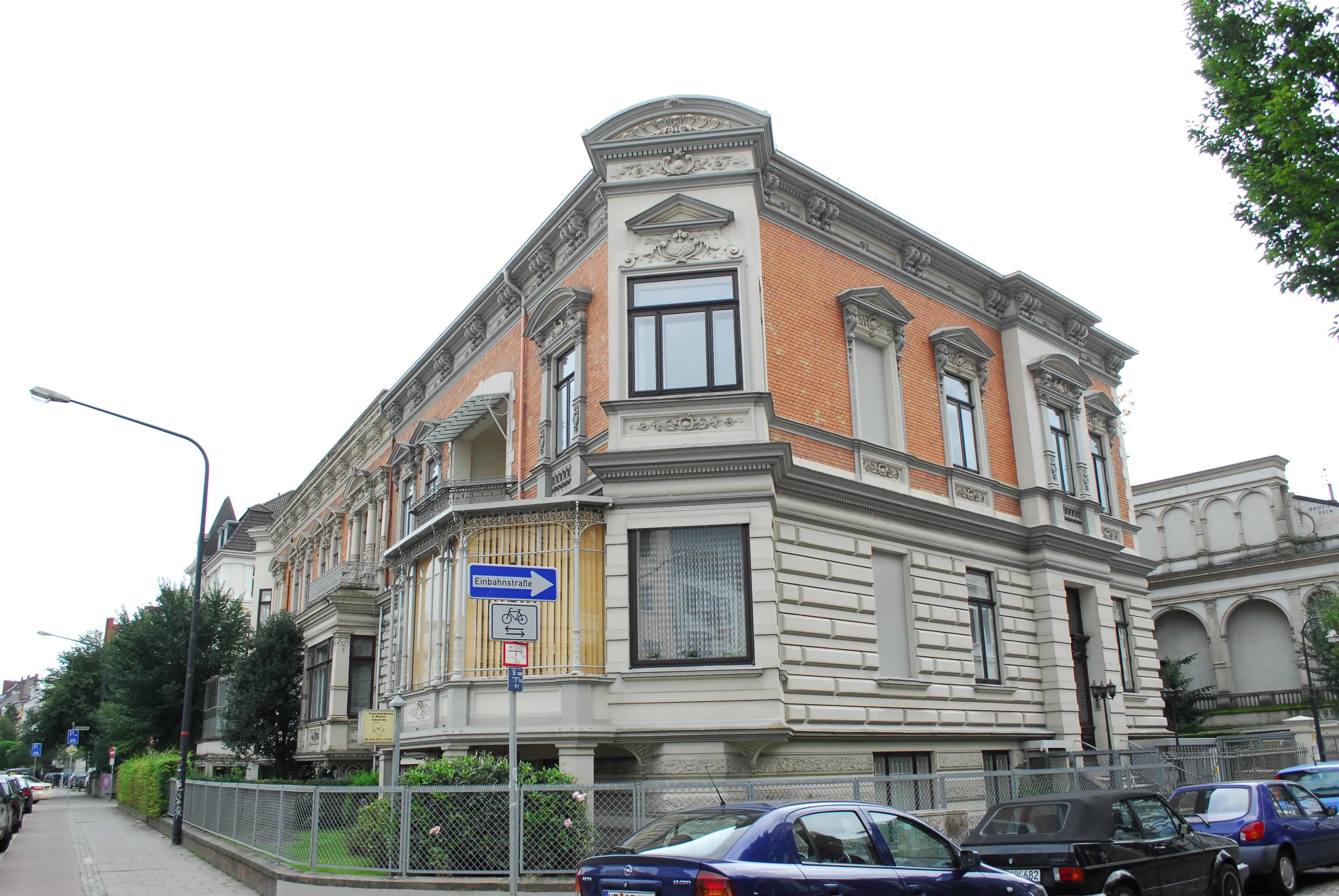
Nr. 91